# Alsophylax
Alsophylax är ett släkte av ödlor. Alsophylax ingår i familjen geckoödlor.
Släktets arter förekommer i Centralasien i öknar. De saknar större skivor vid fingrarnas spetsar och de har en ganska lång svans. Svansen kan vid fara tappas. Arterna kan inte byta kroppsfärgen och honorna har förutom könsorganen samma utseende som hannar. Kommunikationen sker med olika läten. Exemplaren lever främst ensam och vistas huvudsakligen på marken. Dessa ödlor gömmer sig under dagens hetaste timmar i jordhålor. De söker ofta människans närhet. Honor lägger ägg.
Arter enligt Catalogue of Life:
- Alsophylax boehmei
- Alsophylax laevis
- Alsophylax loricatus
- Alsophylax pipiens
- Alsophylax przewalskii
- Alsophylax tadjikiensis
- Alsophylax tokobajevi

IUCN listar två arter som akut hotad (CR), två arter som sårbar (VU), en art med kunskapsbrist (DD) och två arter som livskraftiga (LC).